# ペンチャー・ワゴン
『ペンチャー・ワゴン』（Paint Your Wagon）は1969年のアメリカ合衆国の映画。
ジョシュア・ローガン監督の作品で、出演はリー・マーヴィンやクリント・イーストウッドなど。

## 概要
1951年以来長期にわたってヒットしたブロードウェイ・ミュージカルを映画化した作品。ただし、ストーリーラインは舞台版とは大幅に変更されている。
リー・マーヴィンとクリント・イーストウッドが共演したミュージカル西部劇であり、共に吹き替え無しで自らの歌声も披露している。ただし、ヒロインであるジーン・セバーグの歌は吹き替えが行われた。マーヴィンの歌声をセバーグは「さびたパイプを雨が降り注ぐような声」と評している。
撮影は1968年5月から10月までの間、オレゴン州ベイカーシティの近くやカリフォルニア州ビッグベアーレイク、サンバーナーディーノ国有林で行われた。撮影場所と最も近いホテルは60マイル近く離れていたため、機材の運搬やキャンプの建設などで予算が大幅に増えたという。
ミュージカル映画が流行しなくなった時期に公開され、さらにその圧倒的な予算と約3時間に渡る上映時間の長さはマスコミ間では悪名高くなった。イーストウッドは映画の制作・公開が遅れたことに失望、後にこの経験が監督になるという決意を強めたという。
日本では1978年3月27日に東京12チャンネルにてテレビ放送され、その後も何度か放送された。

## キャスト
- ベン・ラムソン：リー・マーヴィン（日本語吹替：小林清志）
- パードナー：クリント・イーストウッド（日本語吹替：山田康雄）
- エリザベス：ジーン・セバーグ
- ホールトン・フェンティ：トム・リゴン
- ダンカン：レイ・ウォルストン
- ウィリー：ハーヴ・プレスネル
- ジョン・フェンティ：アラン・バクスター
- フェンティ夫人：ポーラ・トルーマン
- ホーレス：ウィリアム・オコンネル
- セーラ：スー・キャセイ

## スタッフ
- 監督：ジョシュア・ローガン
- 脚本：アラン・ジェイ・ラーナー、パディ・チャイエフスキー
- 原作戯曲：アラン・ジェイ・ラーナー、フレデリック・ロウ
- 製作：アラン・ジェイ・ラーナー
- 撮影：ウィリアム・A・フレイカー
- 美術：カール・ブラウンガー
- 音楽：フレデリック・ロウ、アンドレ・プレビン、ロジェー・ワーグナー、ネルソン・リドル
- 編集：ロバート・ジョーンズ
- 衣装デザイン：ジョン・トラスコット
- 特殊効果：ラリー・ハンプトン、モーリス・アイアーズ
- 振付：ジャック・ベイカー